# Lars Edlund
Lars Edlund (6 de novembro de 1922 - 21 de dezembro de 2013) foi um compositor, organista e professor de música sueco.

## Vida
Edlund nasceu em Karlstad, Värmland County. Ele estudou música no Schola Cantorum Basiliensis em Basel, Suíça, com Ina Lohr. Ele foi inspirado pela música gregoriana e convertido ao catolicismo mais tarde na vida.
Edlund começou a trabalhar como músico de igreja no início da década de 1940 e também foi professor no Royal College of Music da Suécia, em Estocolmo. A partir de 1971, ele trabalhou apenas como compositor. A maioria de suas composições era de música vocal, muitas delas com textos sobre temas religiosos ou existencialistas, e ele compôs a pasta de trabalho sobre canto visual Modus Novus. Várias de suas composições podem ser encontradas no hinário de 1986 da Igreja da Suécia. Ele também definiu poemas de Gunnar Ekelöf e Tomas Tranströmer para a música.
Ele foi eleito membro da Academia Real Sueca de Música em 1975.
Lars Edlund viveu em Uppsala desde os anos 80 até sua morte.

## Obras selecionadas
- 1959 – Communio, Quatro Motetos de Comunhão
- 1969 – Gloria para coro misto e tenor solo
- 1971 – Elegia para coro misto (revisado em 1972), texto de Gunnar Ekelöf
- 1971 – Bem-aventuranças para coro e conjunto instrumental
- 1972 – Trace para orquestra de câmara
- 1972 – Tre Gotländska folkvisor
- 1973 – Tríade para coro e músicos de sopro, texto de Vägmärken de Dag Hammarskjöld
- 1973 – Circo, ciclo de canções (1973-74)
- 1979 – The Girl in the Eye, ópera de câmara
- 1993 – Quarteto de Cordas n.º 2 – Reflexos de um Hino
- 1998 – Näverbitar, para coro misto e orquestra, letra de Gunnar Ekelöf

## Publicações
- Lundén, Lennart; Christensen Helga, Edlund Lars (1961). Från gökvisa till tolvton: en orientering i gehörslära. Stockholm. Libris 1255050
- Edlund, Lars (1963). Om gehörsutbildning. Publikationer / utgivna av Kungl. Musikaliska akademien med Musikhögskolan, 0464-0578 ; 3. Stockholm. Libris 1191395
- Edlund, Lars (1967). Modus vetus: gehörsstudier i dur/moll-tonalitet. Stockholm: Nordiska musikförlaget. Libris 585539
- Edlund, Lars; Mellnäs Arne (1968). Det musikaliska hantverket. Stockholm: Sveriges Radio. Libris 8203848
- Edlund, Lars (1983). Körstudier = Chorstudien = Choral studies. Stockholm: Nordiska musikförlaget. Libris 413784
- Edlund, Lars (2009[1964]). Modus novus: lärobok i fritonal melodiläsning : Lehrbuch in freitonaler Melodielesung : studies in reading atonal melodies. Stockholm: Nordiska musikförl. Libris 252385. ISBN 9789185662081